# Colyton (Nuovo Galles del Sud)
Colyton è un sobborgo di Sydney, nello Stato del Nuovo Galles del Sud, Australia a 43 km a ovest dal Distretto affaristico centrale di Sydney, nella Città di Penrith. Fa parte della regione della Grande Sydney Occidentale.
Colyton è il sobborgo più a est della città di Penrith.
Confina con Ropes Creek, L'autostrada Great Western Highway, Marsden Road e la M4 Western Motorway.
Colyton è soprattutto un'area residenziale.